# دنى غالي
دنى طالب غالي هي روائية وشاعرة ومترجمة من مواليد البصرة العراقية وتقيم في الدنمارك منذ عام 1992م.

## سيرة ذاتية
ولدت دنى غالي في مدينة البصرة عام 1963م وعاشت فيها سنوات طفولتها وشبابها حيث تعلمت في مدارسها، وحصلت على البكالوريوس وتخرجت من كلية الزراعة بجامعة البصرة، فتركت العراق بعد حرب الخليج الثانية، وعاشت في الدنمارك منذ عام 1992م. عملت في مجال الترجمة الأدبية بالمكتبة الملكية في مدينة كوبنهاغن، ونشرت وترجمت مجموعة من القصص القصيرة، والروايات، والقصائد باللغتين العربية والدنماركية. وهي عضوة في اتحاد الكتاب الدنماركيين، وعضوة في رابطة القلم، ورابطة المترجمين الدنماركيين. صدر لها في عام 2000م أول عمل روائي بعنوان «النقطة الأبعد». وشاركت في العديد من الأمسيات والندوات الثقافية بالدانمارك والسويد. تكشف عبر شخصيات رواياتها معانأة المواطن العراقي وبالذات المرأة في حربي الخليج الأولى والثانية وتأثيرهما على المجتمع العراقي ككل.

## مؤلفاتها
لها العديد من المؤلفات، من بينها:
- «حرب نامة» (مجموعة قصصية)، عام 1998م.
- «النقطة الأبعد»، عام 2000م.
- «عندما تستيقظ الرائحة»، عن دار المدى للطباعة والنشر والتوزيع عام 2006م.[4]
- «قصص وحكايات خرافية» (ترجمة بالاشتراك مع ستي غاسموسن)، عام 2007م.
- «حديقة بعطر رجل» (شعر)، تم النشر عام 2008م بواسطة دار المدى للثقافة والنشر.
- «السأم يتلون»، تم النشر بواسطة طوى عام 2009م.
- «منازل الوحشة»، تم النشر عام 2013م بواسطة دار التنوير للطباعة والنشر.
- «لاتقصصي القصص يوم الأربعاء»، عن منشورات المتوسط عام 2016م.
- «بطنها المأوى»، عن منشورات المتوسط عام 2017م.